# Volta à Catalunha de 2017
A 97.ª edição da Volta à Catalunha foi uma carreira de ciclismo de estrada por etapas que se celebrou entre o 20 e 26 de março de 2017 na Catalunha com início na cidade de Calella e final em Barcelona.
Dispôs de sete etapas para um percurso total de 1113,2 quilómetros.
A carreira fez parte do UCI WorldTour de 2017, calendário ciclístico de máximo nível mundial, sendo a nona carreira de dito circuito.
A carreira foi vencida pelo corredor espanhol Alejandro Valverde da equipa Movistar, em segundo lugar Alberto Contador (Trek-Segafredo) e em terceiro lugar Marc Soler (Movistar).

## Equipas participantes
Tomaram parte na carreira 24 equipas: 17 de categoria UCI WorldTour de 2017 convidados pela organização; 7 de categoria Profissional Continental. Formando assim um pelotão de 199 ciclistas dos que acabaram xxx. As equipas participantes foram:
| Equipes WorldTeam (18)- AG2R La Mondiale - Astana - Bahrain-Merida - Bora-Hansgrohe - Cannondale-Drapac - Dimension Data - FDJ - Katusha-Alpecin - Lotto-Soudal - Lotto NL-Jumbo - Movistar Team - Orica-Scott - Quick-Step Floors - Sky - Team Sunweb - Trek-Segafredo - UAE Team Emirates - BMC Racing Team Equipes profissionais Continentais (7)- Caja Rural-Seguros RGA - CCC Sprandi Polkowice - Cofidis, Solutions Crédits - Manzana Postobón - Roompot-Nederlandse Loterij - Soul Brasil - Wanty-Groupe Gobert |
| |

## Etapas
| Etapa | Data    | Percurso              | type                       | Distância (km) | Vencedor           | Líder geral        |
| ----- | ------- | --------------------- | -------------------------- | -------------- | ------------------ | ------------------ |
| 1     | 20 mar. | Calella – Calella     | média montanha             | 178,9          | Davide Cimolai     | Davide Cimolai     |
| 2     | 21 mar. | Banyoles – Banyoles   | contrarrelógio por equipes | 41,3           | BMC Racing Team    | Ben Hermans        |
| 3     | 22 mar. | Mataró – La Molina    | alta montanha              | 188,3          | Alejandro Valverde | Tejay van Garderen |
| 4     | 23 mar. | Llívia – Igualada     | etapa escarpada            | 136,1          | Nacer Bouhanni     | Tejay van Garderen |
| 5     | 24 mar. | Valls – Tortosa       | alta montanha              | 182            | Alejandro Valverde | Alejandro Valverde |
| 6     | 25 mar. | Tortosa – Reus        | média montanha             | 189,7          | Daryl Impey        | Alejandro Valverde |
| 7     | 26 mar. | Barcelona – Barcelona | etapa escarpada            | 138,7          | Alejandro Valverde | Alejandro Valverde |

## Desenvolvimento da carreira

### Etapa 1
| \| Classificação por etapas \| Classificação por etapas \| Classificação por etapas \| Classificação por etapas \| Classificação por etapas \| \| Ciclista \| Ciclista \| Equipe \| Tempo \| \| \| ------------------------ \| ------------------------ \| -------------------------- \| ------------------------ \| ------------------------ \| \| 1. \| Davide Cimolai \| FDJ \| 4h28m21s \| \| \| 2. \| Nacer Bouhanni \| Cofidis, Solutions Crédits \| + 0s \| \| \| 3. \| Kristian Sbaragli \| Dimension Data \| + 0s \| \| \| 4. \| Dion Smith \| Wanty-Groupe Gobert \| + 0s \| \| \| 5. \| André Greipel \| Lotto-Soudal \| + 0s \| \| \| 6. \| José Joaquín Rojas \| Movistar Team \| + 0s \| \| \| 7. \| Daryl Impey \| Orica-Scott \| + 0s \| \| \| 8. \| Petr Vakoč \| Quick-Step Floors \| + 0s \| \| \| 9. \| Phil Bauhaus \| Team Sunweb \| + 0s \| \| \| 10. \| Enrico Gasparotto \| Bahrain-Merida \| + 0s \| \| |                    |                            |          |
| |                    |                            |          |
| Fonte: ProCyclingStats |                    |                            |          |
| Classificação por etapas |                    |                            |          |
| Ciclista | Ciclista           | Equipe                     | Tempo    |
| 1. | Davide Cimolai     | FDJ                        | 4h28m21s |
| 2. | Nacer Bouhanni     | Cofidis, Solutions Crédits | + 0s     |
| 3. | Kristian Sbaragli  | Dimension Data             | + 0s     |
| 4. | Dion Smith         | Wanty-Groupe Gobert        | + 0s     |
| 5. | André Greipel      | Lotto-Soudal               | + 0s     |
| 6. | José Joaquín Rojas | Movistar Team              | + 0s     |
| 7. | Daryl Impey        | Orica-Scott                | + 0s     |
| 8. | Petr Vakoč         | Quick-Step Floors          | + 0s     |
| 9. | Phil Bauhaus       | Team Sunweb                | + 0s     |
| 10. | Enrico Gasparotto  | Bahrain-Merida             | + 0s     |

| \| Classificação geral \| Classificação geral \| Classificação geral \| Classificação geral \| Classificação geral \| \| Ciclista \| Ciclista \| Equipe \| Tempo \| \| \| ------------------- \| ------------------- \| -------------------------- \| ------------------- \| ------------------- \| \| 1. \| Davide Cimolai \| FDJ \| 4h28m11s \| \| \| 2. \| Nacer Bouhanni \| Cofidis, Solutions Crédits \| + 4s \| \| \| 3. \| Kristian Sbaragli \| Dimension Data \| + 6s \| \| \| 4. \| Dion Smith \| Wanty-Groupe Gobert \| + 10s \| \| \| 5. \| André Greipel \| Lotto-Soudal \| + 10s \| \| \| 6. \| José Joaquín Rojas \| Movistar Team \| + 10s \| \| \| 7. \| Daryl Impey \| Orica-Scott \| + 10s \| \| \| 8. \| Petr Vakoč \| Quick-Step Floors \| + 10s \| \| \| 9. \| Phil Bauhaus \| Team Sunweb \| + 10s \| \| \| 10. \| Enrico Gasparotto \| Bahrain-Merida \| + 10s \| \| |                    |                            |          |
| |                    |                            |          |
| Fonte: ProCyclingStats |                    |                            |          |
| Classificação geral |                    |                            |          |
| Ciclista | Ciclista           | Equipe                     | Tempo    |
| 1. | Davide Cimolai     | FDJ                        | 4h28m11s |
| 2. | Nacer Bouhanni     | Cofidis, Solutions Crédits | + 4s     |
| 3. | Kristian Sbaragli  | Dimension Data             | + 6s     |
| 4. | Dion Smith         | Wanty-Groupe Gobert        | + 10s    |
| 5. | André Greipel      | Lotto-Soudal               | + 10s    |
| 6. | José Joaquín Rojas | Movistar Team              | + 10s    |
| 7. | Daryl Impey        | Orica-Scott                | + 10s    |
| 8. | Petr Vakoč         | Quick-Step Floors          | + 10s    |
| 9. | Phil Bauhaus       | Team Sunweb                | + 10s    |
| 10. | Enrico Gasparotto  | Bahrain-Merida             | + 10s    |

### Etapa 2
| \| Classificação por etapas \| Classificação por etapas \| Classificação por etapas \| Classificação por etapas \| Classificação por etapas \| Classificação por etapas \| \| Equipe \| Equipe \| Tempo \| Intervalo de tempo \| Rapidez \| \| \| ------------------------ \| ------------------------ \| ------------------------ \| ------------------------ \| ------------------------ \| ------------------------ \| \| 1. \| BMC Racing Team \| 48m57s \| + 48m57s \| 50.623 km/h \| \| \| 2. \| Sky \| 49m41s \| + 44s \| 49.876 km/h \| \| \| 3. \| Movistar Team \| 49m55s \| 58s \| 49.643 km/h \| \| \| 4. \| Trek-Segafredo \| 50m10s \| + 1m13s \| 49.395 km/h \| \| \| 5. \| Orica-Scott \| 50m19s \| + 1m22s \| 49.248 km/h \| \| \| 6. \| FDJ \| 50m39s \| + 1m42s \| 48.924 km/h \| \| \| 7. \| Lotto NL-Jumbo \| 50m43s \| + 1m46s \| 48.860 km/h \| \| \| 8. \| Astana \| 51m00s \| + 2m03s \| 48.588 km/h \| \| \| 9. \| Lotto-Soudal \| 51m05s \| + 2m08s \| 48.509 km/h \| \| \| 10. \| Quick-Step Floors \| 51m08s \| + 2m11s \| 48.462 km/h \| \| |                   |        |                    |             |
| |                   |        |                    |             |
| Fonte: ProCyclingStats |                   |        |                    |             |
| Classificação por etapas |                   |        |                    |             |
| Equipe | Equipe            | Tempo  | Intervalo de tempo | Rapidez     |
| 1. | BMC Racing Team   | 48m57s | + 48m57s           | 50.623 km/h |
| 2. | Sky               | 49m41s | + 44s              | 49.876 km/h |
| 3. | Movistar Team     | 49m55s | 58s                | 49.643 km/h |
| 4. | Trek-Segafredo    | 50m10s | + 1m13s            | 49.395 km/h |
| 5. | Orica-Scott       | 50m19s | + 1m22s            | 49.248 km/h |
| 6. | FDJ               | 50m39s | + 1m42s            | 48.924 km/h |
| 7. | Lotto NL-Jumbo    | 50m43s | + 1m46s            | 48.860 km/h |
| 8. | Astana            | 51m00s | + 2m03s            | 48.588 km/h |
| 9. | Lotto-Soudal      | 51m05s | + 2m08s            | 48.509 km/h |
| 10. | Quick-Step Floors | 51m08s | + 2m11s            | 48.462 km/h |

| \| Classificação geral \| Classificação geral \| Classificação geral \| Classificação geral \| Classificação geral \| \| Ciclista \| Ciclista \| Equipe \| Tempo \| \| \| ------------------- \| -------------------- \| ------------------- \| ------------------- \| ------------------- \| \| 1. \| Ben Hermans \| BMC Racing Team \| 5h17m18s \| \| \| 2. \| Brent Bookwalter \| BMC Racing Team \| + 0s \| \| \| 3. \| Tejay van Garderen \| BMC Racing Team \| + 0s \| \| \| 4. \| Rohan Dennis \| BMC Racing Team \| + 0s \| \| \| 5. \| Kilian Frankiny \| BMC Racing Team \| + 0s \| \| \| 6. \| Alessandro De Marchi \| BMC Racing Team \| + 0s \| \| \| 7. \| Samuel Sánchez \| BMC Racing Team \| + 0s \| \| \| 8. \| Geraint Thomas \| Team Sky \| + 44s \| \| \| 9. \| Peter Kennaugh \| Team Sky \| + 44s \| \| \| 10. \| Mikel Nieve \| Team Sky \| + 44s \| \| |                      |                 |          |
| |                      |                 |          |
| Fonte: ProCyclingStats |                      |                 |          |
| Classificação geral |                      |                 |          |
| Ciclista | Ciclista             | Equipe          | Tempo    |
| 1. | Ben Hermans          | BMC Racing Team | 5h17m18s |
| 2. | Brent Bookwalter     | BMC Racing Team | + 0s     |
| 3. | Tejay van Garderen   | BMC Racing Team | + 0s     |
| 4. | Rohan Dennis         | BMC Racing Team | + 0s     |
| 5. | Kilian Frankiny      | BMC Racing Team | + 0s     |
| 6. | Alessandro De Marchi | BMC Racing Team | + 0s     |
| 7. | Samuel Sánchez       | BMC Racing Team | + 0s     |
| 8. | Geraint Thomas       | Team Sky        | + 44s    |
| 9. | Peter Kennaugh       | Team Sky        | + 44s    |
| 10. | Mikel Nieve          | Team Sky        | + 44s    |

### Etapa 3
| \| Classificação por etapas \| Classificação por etapas \| Classificação por etapas \| Classificação por etapas \| Classificação por etapas \| \| Ciclista \| Ciclista \| Equipe \| Tempo \| \| \| ------------------------ \| ------------------------ \| ------------------------ \| ------------------------ \| ------------------------ \| \| 1. \| Alejandro Valverde \| Movistar Team \| 5h07m12s \| \| \| 2. \| Daniel Martin \| Quick-Step Floors \| + 0s \| \| \| 3. \| Adam Yates \| Orica-Scott \| + 3s \| \| \| 4. \| Romain Bardet \| AG2R La Mondiale \| + 3s \| \| \| 5. \| Ilnur Zakarin \| Katusha-Alpecin \| + 3s \| \| \| 6. \| Geraint Thomas \| Team Sky \| + 3s \| \| \| 7. \| Alberto Contador \| Trek-Segafredo \| + 3s \| \| \| 8. \| Tejay van Garderen \| BMC Racing Team \| + 3s \| \| \| 9. \| Michael Woods \| Cannondale-Drapac \| + 8s \| \| \| 10. \| Davide Formolo \| Cannondale-Drapac \| + 8s \| \| |                    |                   |          |
| |                    |                   |          |
| Fonte: ProCyclingStats |                    |                   |          |
| Classificação por etapas |                    |                   |          |
| Ciclista | Ciclista           | Equipe            | Tempo    |
| 1. | Alejandro Valverde | Movistar Team     | 5h07m12s |
| 2. | Daniel Martin      | Quick-Step Floors | + 0s     |
| 3. | Adam Yates         | Orica-Scott       | + 3s     |
| 4. | Romain Bardet      | AG2R La Mondiale  | + 3s     |
| 5. | Ilnur Zakarin      | Katusha-Alpecin   | + 3s     |
| 6. | Geraint Thomas     | Team Sky          | + 3s     |
| 7. | Alberto Contador   | Trek-Segafredo    | + 3s     |
| 8. | Tejay van Garderen | BMC Racing Team   | + 3s     |
| 9. | Michael Woods      | Cannondale-Drapac | + 8s     |
| 10. | Davide Formolo     | Cannondale-Drapac | + 8s     |

| \| Classificação geral \| Classificação geral \| Classificação geral \| Classificação geral \| Classificação geral \| \| Ciclista \| Ciclista \| Equipe \| Tempo \| \| \| ------------------- \| ------------------- \| ------------------- \| ------------------- \| ------------------- \| \| 1. \| Tejay van Garderen \| BMC Racing Team \| 10h24m33s \| \| \| 2. \| Samuel Sánchez \| BMC Racing Team \| + 41s \| \| \| 3. \| Geraint Thomas \| Team Sky \| + 44s \| \| \| 4. \| Alejandro Valverde \| Movistar Team \| + 45s \| \| \| 5. \| Chris Froome \| Team Sky \| + 49s \| \| \| 6. \| Marc Soler \| Movistar Team \| + 1m10s \| \| \| 7. \| Alberto Contador \| Trek-Segafredo \| + 1m13s \| \| \| 8. \| Adam Yates \| Orica-Scott \| + 1m18s \| \| \| 9. \| Bauke Mollema \| Trek-Segafredo \| + 1m25s \| \| \| 10. \| Jarlinson Pantano \| Trek-Segafredo \| + 1m25s \| \| |                    |                 |           |
| |                    |                 |           |
| Fonte: ProCyclingStats |                    |                 |           |
| Classificação geral |                    |                 |           |
| Ciclista | Ciclista           | Equipe          | Tempo     |
| 1. | Tejay van Garderen | BMC Racing Team | 10h24m33s |
| 2. | Samuel Sánchez     | BMC Racing Team | + 41s     |
| 3. | Geraint Thomas     | Team Sky        | + 44s     |
| 4. | Alejandro Valverde | Movistar Team   | + 45s     |
| 5. | Chris Froome       | Team Sky        | + 49s     |
| 6. | Marc Soler         | Movistar Team   | + 1m10s   |
| 7. | Alberto Contador   | Trek-Segafredo  | + 1m13s   |
| 8. | Adam Yates         | Orica-Scott     | + 1m18s   |
| 9. | Bauke Mollema      | Trek-Segafredo  | + 1m25s   |
| 10. | Jarlinson Pantano  | Trek-Segafredo  | + 1m25s   |

### Etapa 4
| \| Classificação por etapas \| Classificação por etapas \| Classificação por etapas \| Classificação por etapas \| Classificação por etapas \| \| Ciclista \| Ciclista \| Equipe \| Tempo \| \| \| ------------------------ \| ------------------------ \| -------------------------- \| ------------------------ \| ------------------------ \| \| 1. \| Nacer Bouhanni \| Cofidis, Solutions Crédits \| 3h04m27s \| \| \| 2. \| Davide Cimolai \| FDJ \| + 0s \| \| \| 3. \| Daryl Impey \| Orica-Scott \| + 0s \| \| \| 4. \| Alexander Edmondson \| Orica-Scott \| + 0s \| \| \| 5. \| Dion Smith \| Wanty-Groupe Gobert \| + 0s \| \| \| 6. \| Pieter Serry \| Quick-Step Floors \| + 0s \| \| \| 7. \| Enrico Gasparotto \| Bahrain-Merida \| + 0s \| \| \| 8. \| Petr Vakoč \| Quick-Step Floors \| + 0s \| \| \| 9. \| José Joaquín Rojas \| Movistar Team \| + 0s \| \| \| 10. \| Bauke Mollema \| Trek-Segafredo \| + 0s \| \| |                     |                            |          |
| |                     |                            |          |
| Fonte: ProCyclingStats |                     |                            |          |
| Classificação por etapas |                     |                            |          |
| Ciclista | Ciclista            | Equipe                     | Tempo    |
| 1. | Nacer Bouhanni      | Cofidis, Solutions Crédits | 3h04m27s |
| 2. | Davide Cimolai      | FDJ                        | + 0s     |
| 3. | Daryl Impey         | Orica-Scott                | + 0s     |
| 4. | Alexander Edmondson | Orica-Scott                | + 0s     |
| 5. | Dion Smith          | Wanty-Groupe Gobert        | + 0s     |
| 6. | Pieter Serry        | Quick-Step Floors          | + 0s     |
| 7. | Enrico Gasparotto   | Bahrain-Merida             | + 0s     |
| 8. | Petr Vakoč          | Quick-Step Floors          | + 0s     |
| 9. | José Joaquín Rojas  | Movistar Team              | + 0s     |
| 10. | Bauke Mollema       | Trek-Segafredo             | + 0s     |

| \| Classificação geral \| Classificação geral \| Classificação geral \| Classificação geral \| Classificação geral \| \| Ciclista \| Ciclista \| Equipe \| Tempo \| \| \| ------------------- \| ------------------- \| ------------------- \| ------------------- \| ------------------- \| \| 1. \| Tejay van Garderen \| BMC Racing Team \| 13h29m00s \| \| \| 2. \| Samuel Sánchez \| BMC Racing Team \| + 41s \| \| \| 3. \| Geraint Thomas \| Team Sky \| + 44s \| \| \| 4. \| Alejandro Valverde \| Movistar Team \| + 45s \| \| \| 5. \| Chris Froome \| Team Sky \| + 49s \| \| \| 6. \| Marc Soler \| Movistar Team \| + 1m10s \| \| \| 7. \| Alberto Contador \| Trek-Segafredo \| + 1m13s \| \| \| 8. \| Adam Yates \| Orica-Scott \| + 1m18s \| \| \| 9. \| Bauke Mollema \| Trek-Segafredo \| + 1m25s \| \| \| 10. \| Jarlinson Pantano \| Trek-Segafredo \| + 1m25s \| \| |                    |                 |           |
| |                    |                 |           |
| Fonte: ProCyclingStats |                    |                 |           |
| Classificação geral |                    |                 |           |
| Ciclista | Ciclista           | Equipe          | Tempo     |
| 1. | Tejay van Garderen | BMC Racing Team | 13h29m00s |
| 2. | Samuel Sánchez     | BMC Racing Team | + 41s     |
| 3. | Geraint Thomas     | Team Sky        | + 44s     |
| 4. | Alejandro Valverde | Movistar Team   | + 45s     |
| 5. | Chris Froome       | Team Sky        | + 49s     |
| 6. | Marc Soler         | Movistar Team   | + 1m10s   |
| 7. | Alberto Contador   | Trek-Segafredo  | + 1m13s   |
| 8. | Adam Yates         | Orica-Scott     | + 1m18s   |
| 9. | Bauke Mollema      | Trek-Segafredo  | + 1m25s   |
| 10. | Jarlinson Pantano  | Trek-Segafredo  | + 1m25s   |

### Etapa 5
| \| Classificação por etapas \| Classificação por etapas \| Classificação por etapas \| Classificação por etapas \| Classificação por etapas \| \| Ciclista \| Ciclista \| Equipe \| Tempo \| \| \| ------------------------ \| ------------------------ \| ------------------------ \| ------------------------ \| ------------------------ \| \| 1. \| Alejandro Valverde \| Movistar Team \| 4h14m52s \| \| \| 2. \| Chris Froome \| Team Sky \| + 13s \| \| \| 3. \| Alberto Contador \| Trek-Segafredo \| + 13s \| \| \| 4. \| Marc Soler \| Movistar Team \| + 25s \| \| \| 5. \| Adam Yates \| Orica-Scott \| + 32s \| \| \| 6. \| Daniel Martin \| Quick-Step Floors \| + 46s \| \| \| 7. \| David Gaudu \| FDJ \| + 58s \| \| \| 8. \| Hugh Carthy \| Cannondale-Drapac \| + 1m04s \| \| \| 9. \| Jakob Fuglsang \| Astana \| + 1m11s \| \| \| 10. \| Steven Kruijswijk \| LottoNL-Jumbo \| + 1m11s \| \| |                    |                   |          |
| |                    |                   |          |
| Fonte: ProCyclingStats |                    |                   |          |
| Classificação por etapas |                    |                   |          |
| Ciclista | Ciclista           | Equipe            | Tempo    |
| 1. | Alejandro Valverde | Movistar Team     | 4h14m52s |
| 2. | Chris Froome       | Team Sky          | + 13s    |
| 3. | Alberto Contador   | Trek-Segafredo    | + 13s    |
| 4. | Marc Soler         | Movistar Team     | + 25s    |
| 5. | Adam Yates         | Orica-Scott       | + 32s    |
| 6. | Daniel Martin      | Quick-Step Floors | + 46s    |
| 7. | David Gaudu        | FDJ               | + 58s    |
| 8. | Hugh Carthy        | Cannondale-Drapac | + 1m04s  |
| 9. | Jakob Fuglsang     | Astana            | + 1m11s  |
| 10. | Steven Kruijswijk  | LottoNL-Jumbo     | + 1m11s  |

| \| Classificação geral \| Classificação geral \| Classificação geral \| Classificação geral \| Classificação geral \| \| Ciclista \| Ciclista \| Equipe \| Tempo \| \| \| ------------------- \| ------------------- \| ------------------- \| ------------------- \| ------------------- \| \| 1. \| Alejandro Valverde \| Movistar Team \| 17h44m27s \| \| \| 2. \| Chris Froome \| Team Sky \| + 21s \| \| \| 3. \| Alberto Contador \| Trek-Segafredo \| + 47s \| \| \| 4. \| Marc Soler \| Movistar Team \| + 1m00s \| \| \| 5. \| Adam Yates \| Orica-Scott \| + 1m15s \| \| \| 6. \| Tejay van Garderen \| BMC Racing Team \| + 1m18s \| \| \| 7. \| Geraint Thomas \| Team Sky \| + 1m34s \| \| \| 8. \| Samuel Sánchez \| BMC Racing Team \| + 1m59s \| \| \| 9. \| Daniel Martin \| Quick-Step Floors \| + 2m13s \| \| \| 10. \| Steven Kruijswijk \| LottoNL-Jumbo \| + 2m40s \| \| |                    |                   |           |
| |                    |                   |           |
| Fonte: ProCyclingStats |                    |                   |           |
| Classificação geral |                    |                   |           |
| Ciclista | Ciclista           | Equipe            | Tempo     |
| 1. | Alejandro Valverde | Movistar Team     | 17h44m27s |
| 2. | Chris Froome       | Team Sky          | + 21s     |
| 3. | Alberto Contador   | Trek-Segafredo    | + 47s     |
| 4. | Marc Soler         | Movistar Team     | + 1m00s   |
| 5. | Adam Yates         | Orica-Scott       | + 1m15s   |
| 6. | Tejay van Garderen | BMC Racing Team   | + 1m18s   |
| 7. | Geraint Thomas     | Team Sky          | + 1m34s   |
| 8. | Samuel Sánchez     | BMC Racing Team   | + 1m59s   |
| 9. | Daniel Martin      | Quick-Step Floors | + 2m13s   |
| 10. | Steven Kruijswijk  | LottoNL-Jumbo     | + 2m40s   |

### Etapa 6
| \| Classificação por etapas \| Classificação por etapas \| Classificação por etapas \| Classificação por etapas \| Classificação por etapas \| \| Ciclista \| Ciclista \| Equipe \| Tempo \| \| \| ------------------------ \| ------------------------ \| --------------------------- \| ------------------------ \| ------------------------ \| \| 1. \| Daryl Impey \| Orica-Scott \| 4h34m14s \| \| \| 2. \| Alejandro Valverde \| Movistar Team \| + 0s \| \| \| 3. \| Arthur Vichot \| FDJ \| + 0s \| \| \| 4. \| Petr Vakoč \| Quick-Step Floors \| + 0s \| \| \| 5. \| Alessandro De Marchi \| BMC Racing Team \| + 0s \| \| \| 6. \| Nick van der Lijke \| Roompot-Nederlandse Loterij \| + 0s \| \| \| 7. \| Dario Cataldo \| Astana \| + 0s \| \| \| 8. \| Lennard Kämna \| Team Sunweb \| + 0s \| \| \| 9. \| Cyril Gautier \| AG2R La Mondiale \| + 0s \| \| \| 10. \| Daniel Martin \| Quick-Step Floors \| + 0s \| \| |                      |                             |          |
| |                      |                             |          |
| Fonte: ProCyclingStats |                      |                             |          |
| Classificação por etapas |                      |                             |          |
| Ciclista | Ciclista             | Equipe                      | Tempo    |
| 1. | Daryl Impey          | Orica-Scott                 | 4h34m14s |
| 2. | Alejandro Valverde   | Movistar Team               | + 0s     |
| 3. | Arthur Vichot        | FDJ                         | + 0s     |
| 4. | Petr Vakoč           | Quick-Step Floors           | + 0s     |
| 5. | Alessandro De Marchi | BMC Racing Team             | + 0s     |
| 6. | Nick van der Lijke   | Roompot-Nederlandse Loterij | + 0s     |
| 7. | Dario Cataldo        | Astana                      | + 0s     |
| 8. | Lennard Kämna        | Team Sunweb                 | + 0s     |
| 9. | Cyril Gautier        | AG2R La Mondiale            | + 0s     |
| 10. | Daniel Martin        | Quick-Step Floors           | + 0s     |

| \| Classificação geral \| Classificação geral \| Classificação geral \| Classificação geral \| Classificação geral \| \| Ciclista \| Ciclista \| Equipe \| Tempo \| \| \| ------------------- \| ------------------- \| ------------------- \| ------------------- \| ------------------- \| \| 1. \| Alejandro Valverde \| Movistar Team \| 22h18m35s \| \| \| 2. \| Alberto Contador \| Trek-Segafredo \| + 53s \| \| \| 3. \| Marc Soler \| Movistar Team \| + 1m06s \| \| \| 4. \| Adam Yates \| Orica-Scott \| + 1m21s \| \| \| 5. \| Tejay van Garderen \| BMC Racing Team \| + 1m24s \| \| \| 6. \| Daniel Martin \| Quick-Step Floors \| + 2m19s \| \| \| 7. \| Steven Kruijswijk \| LottoNL-Jumbo \| + 2m46s \| \| \| 8. \| Carlos Verona \| Orica-Scott \| + 2m50s \| \| \| 9. \| George Bennett \| LottoNL-Jumbo \| + 2m51s \| \| \| 10. \| Romain Bardet \| AG2R La Mondiale \| + 2m55s \| \| |                    |                   |           |
| |                    |                   |           |
| Fonte: ProCyclingStats |                    |                   |           |
| Classificação geral |                    |                   |           |
| Ciclista | Ciclista           | Equipe            | Tempo     |
| 1. | Alejandro Valverde | Movistar Team     | 22h18m35s |
| 2. | Alberto Contador   | Trek-Segafredo    | + 53s     |
| 3. | Marc Soler         | Movistar Team     | + 1m06s   |
| 4. | Adam Yates         | Orica-Scott       | + 1m21s   |
| 5. | Tejay van Garderen | BMC Racing Team   | + 1m24s   |
| 6. | Daniel Martin      | Quick-Step Floors | + 2m19s   |
| 7. | Steven Kruijswijk  | LottoNL-Jumbo     | + 2m46s   |
| 8. | Carlos Verona      | Orica-Scott       | + 2m50s   |
| 9. | George Bennett     | LottoNL-Jumbo     | + 2m51s   |
| 10. | Romain Bardet      | AG2R La Mondiale  | + 2m55s   |

### Etapa 7
| \| Classificação por etapas \| Classificação por etapas \| Classificação por etapas \| Classificação por etapas \| Classificação por etapas \| \| Ciclista \| Ciclista \| Equipe \| Tempo \| \| \| ------------------------ \| ------------------------ \| ------------------------ \| ------------------------ \| ------------------------ \| \| 1. \| Alejandro Valverde \| Movistar Team \| 3h08m50s \| \| \| 2. \| Jarlinson Pantano \| Trek-Segafredo \| + 0s \| \| \| 3. \| Arthur Vichot \| FDJ \| + 0s \| \| \| 4. \| Rafał Majka \| Bora-Hansgrohe \| + 0s \| \| \| 5. \| Daniel Martin \| Quick-Step Floors \| + 0s \| \| \| 6. \| Aldemar Reyes Ortega \| Manzana Postobón \| + 0s \| \| \| 7. \| Romain Bardet \| AG2R La Mondiale \| + 0s \| \| \| 8. \| Davide Formolo \| Cannondale-Drapac \| + 0s \| \| \| 9. \| George Bennett \| LottoNL-Jumbo \| + 0s \| \| \| 10. \| Steven Kruijswijk \| LottoNL-Jumbo \| + 0s \| \| |                      |                   |          |
| |                      |                   |          |
| Fonte: ProCyclingStats |                      |                   |          |
| Classificação por etapas |                      |                   |          |
| Ciclista | Ciclista             | Equipe            | Tempo    |
| 1. | Alejandro Valverde   | Movistar Team     | 3h08m50s |
| 2. | Jarlinson Pantano    | Trek-Segafredo    | + 0s     |
| 3. | Arthur Vichot        | FDJ               | + 0s     |
| 4. | Rafał Majka          | Bora-Hansgrohe    | + 0s     |
| 5. | Daniel Martin        | Quick-Step Floors | + 0s     |
| 6. | Aldemar Reyes Ortega | Manzana Postobón  | + 0s     |
| 7. | Romain Bardet        | AG2R La Mondiale  | + 0s     |
| 8. | Davide Formolo       | Cannondale-Drapac | + 0s     |
| 9. | George Bennett       | LottoNL-Jumbo     | + 0s     |
| 10. | Steven Kruijswijk    | LottoNL-Jumbo     | + 0s     |

## Classificações finais
- As classificações finalizaram da seguinte forma:[6]

### Classificação geral
| \| Classificação geral \| Classificação geral \| Classificação geral \| Classificação geral \| Classificação geral \| \| Ciclista \| Ciclista \| Equipe \| Tempo \| \| \| ------------------- \| ------------------- \| ------------------- \| ------------------- \| ------------------- \| \| 1. \| Alejandro Valverde \| Movistar Team \| 25h27m15s \| \| \| 2. \| Alberto Contador \| Trek-Segafredo \| + 1m03s \| \| \| 3. \| Marc Soler \| Movistar Team \| + 1m16s \| \| \| 4. \| Adam Yates \| Orica-Scott \| + 1m31s \| \| \| 5. \| Tejay van Garderen \| BMC Racing Team \| + 1m34s \| \| \| 6. \| Daniel Martin \| Quick-Step Floors \| + 2m29s \| \| \| 7. \| Steven Kruijswijk \| LottoNL-Jumbo \| + 2m56s \| \| \| 8. \| Carlos Verona \| Orica-Scott \| + 3m00s \| \| \| 9. \| George Bennett \| LottoNL-Jumbo \| + 3m01s \| \| \| 10. \| Romain Bardet \| AG2R La Mondiale \| + 3m05s \| \| |                    |                   |           |
| |                    |                   |           |
| Fonte: ProCyclingStats |                    |                   |           |
| Classificação geral |                    |                   |           |
| Ciclista | Ciclista           | Equipe            | Tempo     |
| 1. | Alejandro Valverde | Movistar Team     | 25h27m15s |
| 2. | Alberto Contador   | Trek-Segafredo    | + 1m03s   |
| 3. | Marc Soler         | Movistar Team     | + 1m16s   |
| 4. | Adam Yates         | Orica-Scott       | + 1m31s   |
| 5. | Tejay van Garderen | BMC Racing Team   | + 1m34s   |
| 6. | Daniel Martin      | Quick-Step Floors | + 2m29s   |
| 7. | Steven Kruijswijk  | LottoNL-Jumbo     | + 2m56s   |
| 8. | Carlos Verona      | Orica-Scott       | + 3m00s   |
| 9. | George Bennett     | LottoNL-Jumbo     | + 3m01s   |
| 10. | Romain Bardet      | AG2R La Mondiale  | + 3m05s   |

## Evolução das classificações
| Etapa (Vencedor)               | Classificação geral | Classificação da montanha | Classificação dos sprint | Classificação dos jovens | Classificação por equipas |
| ------------------------------ | ------------------- | ------------------------- | ------------------------ | ------------------------ | ------------------------- |
| 1.ª etapa (Davide Cimolai)     | Davide Cimolai      | Murilo Affonso            | Murilo Affonso           | Dion Smith               | Quick-Step Floors         |
| 2.ª etapa (CRE) (BMC Racing)   | Ben Hermans         | Murilo Affonso            | Murilo Affonso           | Kilian Frankiny          | BMC Racing                |
| 3.ª etapa (Alejandro Valverde) | Tejay van Garderen  | Murilo Affonso            | Pascal Ackermann         | Marc Soler               | Sky                       |
| 4.ª etapa (Nacer Bouhanni)     | Tejay van Garderen  | Murilo Affonso            | Diego Rubio              | Marc Soler               | Sky                       |
| 5.ª etapa (Alejandro Valverde) | Alejandro Valverde  | Alejandro Valverde        | Pierre Rolland           | Marc Soler               | Trek-Segafredo            |
| 6.ª etapa (Daryl Impey)        | Alejandro Valverde  | Alejandro Valverde        | Pierre Rolland           | Marc Soler               | Movistar                  |
| 7.ª etapa (Alejandro Valverde) | Alejandro Valverde  | Alejandro Valverde        | Pierre Rolland           | Marc Soler               | Movistar                  |
| Classificação final            | Alejandro Valverde  | Alejandro Valverde        | Pierre Rolland           | Marc Soler               | Movistar                  |

## UCI World Ranking
A Volta à Catalunha outorga pontos para o UCI WorldTour de 2017 e o UCI World Ranking, este último para corredores das equipas nas categorias UCI ProTeam, Profissional Continental e Equipas Continentais. A seguinte tabela são o barómetro de pontuação e os corredores que obtiveram pontos:
| Posição             | 1.ª | 2.ª | 3.ª | 4.ª | 5.ª | 6.ª | 7.ª | 8.ª | 9.ª | 10.ª |
| Classificação geral | 400 | 320 | 260 | 220 | 180 | 140 | 120 | 100 | 80  | 68   |
| Por etapa           | 50  | 20  | 8   |     |     |     |     |     |     |      |
| Líder               | 8   |     |     |     |     |     |     |     |     |      |

| Classificação | Classificação      | Classificação     | Classificação | Classificação | Classificação | Classificação |
| Posição       | Ciclista           | Equipa            | Geral         | Etapa         | Líder         | Total         |
| ------------- | ------------------ | ----------------- | ------------- | ------------- | ------------- | ------------- |
| 1.º           | Alejandro Valverde | Movistar          | 400           | 170           | 16            | 586           |
| 2.º           | Alberto Contador   | Trek-Segafredo    | 320           | 8             | -             | 328           |
| 3.º           | Marc Soler         | Movistar          | 260           | -             | -             | 260           |
| 4.º           | Adam Yates         | Orica-Scott       | 220           | 8             | -             | 228           |
| 5.º           | Tejay van Garderen | BMC Racing        | 180           | -             | 16            | 196           |
| 6.º           | Daniel Martin      | Quick-Step Floors | 140           | 20            | -             | 160           |
| 7.º           | Steven Kruijswijk  | LottoNL-Jumbo     | 120           | -             | -             | 120           |
| 8.º           | Carlos Verona      | Orica-Scott       | 100           | -             | -             | 100           |
| 9.º           | George Bennett     | LottoNL-Jumbo     | 80            | -             | -             | 80            |
| 10.º          | Davide Cimolai     | FDJ               | -             | 70            | 8             | 78            |